# Vilém Vacek
Vilém Vacek (later Tsjechisch aangepaste naam van Wilhelm Wacek of ook Wilhelm Vacek) (Soběslav (Sobieslau), 28 oktober 1864 – Wenen, 17 december 1944) was een Boheems componist en militaire kapelmeester.

## Levensloop
Vacek studeerde van 1879 tot 1882 aan het Staatliches Konservatorium, later het Státní konservatori hudby v Praze te Praag. Hij werd lid in de militaire kapel van het Oostenrijks-Habsburgse Infanterie-Regiment nr. 74. Na zijn militaire dienst werd hij in 1886 Stadtmusikdirektor van Brixen in Bozen-Zuid-Tirol. In 1894 viel hem een grote eer toe; hij werd als opvolger van Carl Michael Ziehrer dirigent van de Militaire kapel van het Infanterie-Regiment nr. 4 "Hoch- und Deutschmeister" te Wenen. In deze functie verbleef hij tot 1918 en was ermee de laatste Deutschmeister-kapelmeester in de monarchie. Mit dit orkest maakte hij 1910 een succesrijke concertreis naar Argentinië (Buenos Aires), Brazilië en Uruguay.
Het aan succes en verre reizen gewende orkest verhoogde onder zijn leiding het muzikale niveau. In Wenen was er sprake van de Philharmoniker in Uniform, als men van dit orkest spraak. 
Naast zijn werkzaamheden als dirigent was hij ook bezig als arrangeur van klassieke werken voor harmonieorkest (o.a. Einzug der Gäste auf Wartburg van Richard Wagner) maar ook als componist voor harmonieorkest.

## Composities

### Werken voor harmonieorkest
- 1933 4 religiöse Festmärsche
  1. Festmarsch
  2. Festmarsch mit Benützung des Liedes "Heiliges Kreuz, sei hoch verehrt"
  3. Festmarsch mit Benützung des Liedes "Wir beten an dich wahres Himmelsbrot"
  4. Festmarsch
- Deutschmeister-Denkmal-Marsch
- Deutschmeister-Gruss
- Divertissement aus Suppes Werken
- Die Puppe, polka humoresque
- Duckelmann-Marsch
- Josefinen-Polka-Mazur
- Krupp-Marsch
- Mödlinger, mars
- Puchberger, mars
- Rakoczy-Marsch
- Wiener Edelknaben